# Typha provincialis
Typha provincialis là một loài thực vật có hoa trong họ Typhaceae. Loài này được A.Camus miêu tả khoa học đầu tiên năm 1910.